# イエミソサザイ
イエミソサザイ
Troglodytes aedon
は、鳥類の一種。

## 形態
全長約11-13cm。顔は灰色で、翼と尾羽に横縞模様がある。

## 分布
新北区、新熱帯区に生息する。

## 生態
ミソサザイの近縁種。